# شهرستان شاهین‌دژ
شهرستان شاهین‌دژ یکی از ۱۹ شهرستان استان آذربایجان غربی است که در قسمت جنوب شرقی این استان قرار دارد. مرکز این شهرستان شهر شاهین‌دژ می‌باشد. شهرستان شاهین‌دژ از سمت شمال با شهرستان باروق، از شمال غرب با شهرستان میاندوآب، از سمت جنوب با استان کردستان، از سمت جنوب غرب با شهرستان بوکان و از سمت شرق با شهرستان تکاب همسایه است.
آخرین آمار قبل از تبدیل به شهرستان، در روزگاران گذشته بخش شاهین‌دژ یکی از بخش‌های شهرستان مراغه بود و در فاصله مستقیم ۸۵ کیلومتری جنوب شرق مراغه قرار گرفته و از شمال به دهستان آجرلو و دهستان چهاردولی از جنوب به شهرستان سقز از شرق به دهستان احمدآباد و دهستان تکاب از غرب به بخش بوکان محدود می‌گشت. بخش شاهین‌دژ از دو دهستان به نام دهستان حومه و دهستان گوی آقاج و ۸۱ آبادی بزرگ و کوچک تشکیل و تعداد کل جمعیت با روستا ۱۸٬۴۴۰ و روستاهای مهم آن، هاچه سو، هولاسو، قوزلو، محمودآباد، آغچه مسجد و غیره بود.
پس از برقراری حکومت مشروطه در ایران طبق قانون مخصوصی که در سال ۱۲۸۵ شمسی (۱۳۲۵ قمری) به نام قانون تشکیل ایالات و ولایات به تصویب مجلس شورا رسید، و آذربایجان یکی از ۴ ایالت کشور محسوب شد. در سال ۱۳۱۶ شمسی کشور ایران مرکب از ۱۰ استان بود و ایالت آذربایجان به دو استان غربی و شرقی تقسیم شد؛ و شهرستان شاهین‌دژ از این تاریخ جزو استان آذربایجان غربی شد.
جمعیت این شهرستان طبق سرشماری سال ۱۳۹۵ برابر با ۹۲٬۴۵۶ نفر بوده است که از این تعداد ۴۶۴۶۱ نفر آنان مرد و ۴۵۹۹۵ نفر آنان زن بوده‌اند. با اینکه در این آمار دو دهستان آجرلوی غربی ۲۴ روستا و آجرلوی شرقی ۲۷ روستا و ۶ روستای دهستان کشاورز، که در مجموع ۵۷ روستا از بخش کشاورز شهرستان شاهین‌دژ جدا شده و به شهرستان باروق پیوسته است. شهرستان شاهین‌دژ اکنون شامل سه نقطه شهری، دو بخش و پنج دهستان است، مساحت این شهرستان برابر با ۲٬۱۴۴ کیلومتر مربع بوده و دارای ۱۷۵ روستا می‌باشد که ۱۳ روستای آن خالی از سکنه است.

## ویژگی‌های طبیعی جغرافیایی و سیاسی

### وسعت و موقعیت جغرافیایی
شاهین‌دژ از جمله شهرستان‌های جنوب استان آذربایجان غربی، که در ۶۰ کیلومتری جنوب شرقی شهرستان میاندوآب که در ۴۶ درجه و ۳۳ دقیقه و ۴۵ ثانیه ۱ طول شرقی از نصف النهار گرینویچ و در ۴۶ درجه و ۴۰ دقیقه و ۳۰ ثانیه عرض شمالی از خط استوا در کنار شرقی زرینه رود (جیغاتی) با ارتفاع ۱۳۶۰ متر از سطح دریا و مساحتی بالغ بر ۲۰۰۰ کیلومتر مربع بوده و از طرف شمال به شهرستان باروق و از شرق به تکاب، آخرین شهرستان استان و غرباً به شهرستان میاندوآب و از جنوب به شهرستان بوکان محدود می‌شود.

### تقسیمات کشوری
تقسیمات کشوری این شهرستان، بنابر آنچه در نتایج آمارگیری سرشماری سال ۱۳۸۵ کل کشور آمده است، بر حسب بخش، شهر، دهستان و روستا به شرح زیر است:

### بخش‌ها
- بخش مرکزی
- بخش کشاورز

### شهرها
- شهر شاهین‌دژ
- شهر محمودآباد
- شهر کشاورز

### دهستان‌ها
دهستان‌های بخش مرکزی
- دهستان صفاخانه
- دهستان محمودآباد
- دهستان هولاسو

دهستان‌های بخش کشاور
- دهستان چهاردولی
- دهستان کشاورز

## مردم و زبان
اغلب ساکنین شاهین‌دژ مردمان آذری هستند و پس از آن مردم کرد دومین گروه عمده ساکن شهرستان هستند. کردها در شاهین‌دژ به گویش‌های مختلفی از زبان کردی (کرمانجی، کردی مرکزی و کردی جنوبی) سخن می‌گویند؛ بیشتر مردم شاهین‌دژ مسلمان بوده و دارای مذهب شیعه و سنی هستند.
اقلیتی از ارامنه و زرتشتیان نیز در این شهرستان زندگی می‌کنند. از کل جمعیت شهرستان ۹۹٫۸۹ درصد را مسلمانان و بقیه یعنی ۰٫۰۳ درصد زرتشتی و ۰٫۰۸ درصد را سایر ادیان (کلیمی، مسیحی و…) تشکیل می‌دهد.

### ایلات معروف شهرستان
از ایلات معروف شهرستان می‌توان به طایفه ترک تات، ایل‌های زعفرانلو، ایل کرد مکری و ایل چهاردولی اشاره کرد. طایفه تات که به زبان ترکی صحبت می‌کنند که در خود شهرستان شاهین‌دژ و روستاهای ظاهر کندی، هاچه سو، و روستاهای ترک‌زبان اطراف شهرستان شاهین‌دژ و تکاب زندگی می‌کنند. ایل کرد زعفرانلو از دو تیره زاخورانی و موصلانی تشکیل شده است که زادگاه اصلی و اولیه زاخورانی‌ها شهری به همین نام در عراق می‌باشد و تیرة موصلانی نیز از شهر موصل عراق به این منطقه آمده‌اند و می‌توان گفت که شاخه‌ای از ایلات کرد هستند که زبانشان شبیه به ایل شکاک ارومیه می‌باشد مسلمان بوده و دارای مذهب شیعه هستند. ایل زعفرانلو بیشتر در روستاهای الی بالتا، قزل قیه، میر آجل و غیره ساکن هستند. از طوایف دیگر می‌توان به کُردهای مکری اشاره کرد که از حومة بوکان و مهاباد از طریق ایلراه هاچه سو، الی بالتا، قزل قیه وارد ییلاق سلیم خان می‌شوند. ایل و طایفه دیگر متعلق به ایل چهاردولی می‌باشد چهاردولی در لغت به معنی گروهی که از چهار دولت تشکیل شده و زبان آن‌ها ریشه کردی دارد و لهجه‌ای از گویش کردی کلهری می‌باشد و در روستاهای اطراف شهرستان شاهین‌دژ از جمله، محمودآباد، قره تپه، رضا قشلاقی ساکن هستند که در فصل ییلاق به مناطق سلیم خان برای چرای دامهای می‌آیند، این طایفه مراسم مختلفی دارند که یکی از آن‌ها مسابقات اسب دوانی عشایر چهاردولی می‌باشد که همه ساله در محمودآباد برگزار می‌گردد.

### زبان
زبان اکثریت ساکنین ترکی آذربایجانی بوده که اغلب جمعیت شهرستان را تشکیل می‌دهند و کردها نیز به زبان کُردی تکلم می‌کنند. مردمان این شهرستان پیرو مذاهب شیعه و سنی می‌باشند.
ایلات این شهرستان را زاخورانلی(زعفرانلو)، چهاردولی، موصولانی، هشترودی (هشترویی، قره داغلی)، شاهسون (شاهسوان، شایسوان)، قیچلی‌ها (به معنی قیچی دارها)، قرچی‌ها (یا قورچی به معنی ترکشدارها)، شریبانی، آجرلویی و غیره تشکیل می‌دهند. هم‌اکنون ایل زعفرانلو و ایل سادات به زندگی عشایری ادامه می‌دهند. این شهرستان دارای منطقه مناسب برای زندگی عشایری است و از گذشته مورد توجه بوده است چون شرق این شهرستان ییلاق و غرب شهرستان قشلاق است. شهر شاهین‌دژ در منطقه قشلاق و در دشتی به همین نام قرار دارد که تابستان نسبتاً گرمی نسبت به دیگر شهرهای استان دارد. در غرب شهرستان به علت قرار گرفتن در کنار زرینه رود و دیگر رودها و دشت‌های مناسب مردم به شغل کشاورزی مشغول هستند.
| رتبه | نام مکان      | نام دهستان | جمعیت کل  | تعداد خانوار |
| ---- | ------------- | ---------- | --------- | ------------ |
| ۱    | شهر شاهین دژ  | -          | ۳۴۲۰۴ نفر | ۸۶۷۱         |
| ۲    | شهر محمودآباد | -          | ۵۸۱۷ نفر  | ۱۵۰۷         |
| ۳    | شهر کشاورز    | -          | ۳۵۳۸ نفر  | ۹۴۰          |
| ۴    | قوزلوی افشار  | صفاخانه    | ۱۷۵۷ نفر  | ۳۳۶          |
| ۵    | احمداباد      | کشاورز     | ۱۷۱۷ نفر  | ۴۰۵          |
| ۶    | هاچاسو        | هولاسو     | ۱۵۲۲ نفر  | ۳۹۹          |
| ۷    | هولاسو        | هولاسو     | ۱۵۲۱ نفر  | ۴۱۱          |
| ۸    | صفاخانه       | صفاخانه    | ۱۳۵۶ نفر  | ۲۶۶          |
| ۹    | آغچه مسجد     | كشاور      | ۱۱۰۰      | ۲۳۰          |
| ۱۰   | قازانلو       | کشاورز     | ۸۴۸       | ۱۷۷          |
| ۱۱   | اق تپه        | محمودآباد  | ۸۴۱ نفر   | ۱۸۲          |
| ۱۲   | قبان كندی     | كشاور      | ۸۳۵ نفر   | ۱۸۱          |
| ۱۳   | حاجی اباد     | محمودآباد  | ۸۰۸ نفر   | ۱۶۶          |
| ۱۴   | نجار          | كشاورز     | ۸۰۱ نفر   | ۲۰۲          |
| ۱۵   | قره قویونلو   | كشاورز     | ۷۹۱ نفر   | ۱۶۴          |
| ۱۶   | تزخراب        | كشاورز     | ۷۷۵ نفر   | ۱۵۹          |
| ۱۷   | ینگی اباد     | محمودآباد  | ۷۷۴ نفر   | ۱۸۲          |
| ۱۸   | مامالو        | هولاسو     | ۷۶۹ نفر   | ۱۷۳          |
| ۱۹   | چپلوجه        | كشاورز     | ۷۳۹ نفر   | ۱۵۹          |
| ۲۰   | اقبال         | كشاورز     | ۷۱۳ نفر   | ۱۵۷          |
| ۲۱   | ظاهركندی      | چهاردولی   | ۷۰۳ نفر   | ۱۳۸          |
| ۲۲   | خلوت          | محمودآباد  | ۷۰۳ نفر   | ۱۶۲          |
| ۲۳   | گوزل بلاغ     | صفاخانه    | ۶۶۷ نفر   | ۱۳۶          |
| ۲۴   | صورین         | چهاردولی   | ۶۵۷ نفر   | ۱۴۶          |

## جغرافیای اقلیمی و زیستی

### گونه‌های گیاهی
پوشش گیاهی این شهرستان اهم از باغات و مزارع و انواع درختان میوه که به وسیلهٔ کشاورزان و باغات کاشت می‌شود و انواع علوفه‌های مرغوب و درختان مخصوص منطقه که در مناطق مرتفع و ییلاقی پیرامون است که مراتع و ییلاق‌های این منطقه را جزء بهترین مناطق ییلاقی کشور قرار داده است مانند:درختان میوه بادام؛ سیب؛ زرد آلو؛ آلو و محصولات کشاورزی گندم و جو و کلزا؛ و نیز درختان خودروی ون؛ بادامچه چوش بوداغ و علوفه‌هایی مانند جاجغ و کما (جاشیر) نمونه‌های پوشش گیاهی این منطقه می‌باشد.

### گونه‌های جانوری موجود
پوشش جانوری این منطقه به دو تقسیم می‌شود: الف- حیوانات و پرندگان محلی ب- حیوانات و پرندگان وحشیالف: حیوانات و پرندگان محلی: گوسفند؛ گاو (شیری و گوشتی)؛ مرغ (تخم‌گذار و گوشتی) بوقلمون و اردک و غاز. ب:حیوانات و پرندگان وحشی :کوه‌ها و کوهپایه‌های اطراف شهرستان مملو از قوچ و میش ارمنی؛ بز و کل؛ گراز وحشی؛ گرگ و روباه؛ و پرندگان کپک چیل؛ تیهو؛ اردک و غاز وحشی؛ فاخته و انواع کبوتر می‌باشد که روی هم پوشش جانوری و گیاهی منطقه را تشکیل می‌دهند.

### مناطق ییلاقی
مناطق ییلاقی شهرستان شاهین‌دژ در ارتفاعات پیر محمد واقع شده است و به‌واسطه سرمای زمستان و پاییز بیش از ۵ ماه مورد استفاده دام عشایر قرار نمی‌گیرد و در بقیه ایام سال به حالت استراحت باقی می‌مانند از سویی دیگر، این نوع مراتع به علت استفاده از نزولات فراوان جوی در ارتفاعات و تبخیر محدود در فصل تابستان دارای پوشش گیاهی خوبی بوده و از نظر ترکیب گیاهی از جمله مراتع خوب ایران هستند. مراتع ییلاقی شاهین‌دژ معمولاً از اوایل اردیبهشت ماه تا اواخر شهریورماه مورد تعلیف و بهره‌برداری احشام ایلات و عشایر و روستائیان قرار می‌گیرند که هر ایل بعد از کوچ به این منطقه بر حسب تقسیمات اداره منابع طبیعی و تعداد دام‌هایشان در یورد و منطقة مخصوص به خود اسکان می‌نماید و به چرای احشام و دام‌های خود می‌پردازند این تقسیم‌بندی به دلیل اختلاف طوایف و ایلات ساکن در منطقه صورت گرفته است تا از اختلافات و نزاع جلوگیری به عمل آید.
مناطق ییلاقی شاهین‌دژ ییلاق محمود خان و سلیم خان در مرز شاهین‌دژ، هشترود مراغه می‌باشد که ایلات مختلفی از خود شهرستان و شهرهای اطراف برای چرای دام‌های خود به این منطقه می‌آیند همچنین منطقه ییلاقی آق داش مابین تکاب و شاهین‌دژ از مناطق دارای پوشش گیاهی نسبتاً خوبی بوده که همه ساله ایلات و عشایر مختلفی از جمله ترک و کرد و چهاردولی و زاخورانی به این منطقه می‌آیند. لازم است ذکر شود که این شهرستان فقط ییلاق دارند و کوچ آن‌ها فصلی می‌باشد و در زمان قشلاق به شهرها و روستاهای خود بر می‌گردند.

## صنایع دستی شاهین‌دژ
شاهین‌دژ یا صائین دژ از قدیمی‌ترین و پرسابقه‌ترین شهرهای استان آذربایجان غربی است در این شهرستان و روستاهای اطراف آن در حدود ۱۰۰۰ خانوار و در هر خانوار حدود ۵ نفر به فعالیت در تولید صنایع دستی مشغولند علاوه بر این تعدادی کارگاه فرشبافی نیز در این شهرستان وجود دارد. عمده تولیدات شامل فرش، گلیم، جاجیم، و دست بافتهای پشمی است.
در گذشته سفالگری نیز در منطقه رایج بوده که امروزه منسوخ شده است.

### فرش بافی
قدمت فرشبافی نسبت به سابقه تاریخی این شهر بسیار محدود است. شاهین‌دژ شهری است تاریخی و مهاجرپذیر مهاجران اکثراً از ۲ تیره کرد و ترک می‌باشند که هر یک فرهنگ و صنایع دستی خاص خود را به همراه آورده‌اند.
مهاجران ترک‌زبان که بیشتر جزو عشایری می‌باشند تغییر شیوه معیشت داده و از کوچ نشینی به یکجانشینی متمایل گشته‌اند اما همچنان به تولید دست بافتهای سنتی خود با هویت تاریخی فرهنگی خاصشان مشغولند. فرشهای تولید شده توسط این اقوام دارای طرح شکسته هندسی یا نیمه شکسته می‌باشد. رج شمار پایین (۳۵–۱۵) از مشخصات این نوع فرشهاست. مصالح مورد استفاده در بافت آن‌ها اغلب به نوعی است که به صورت بومی و منطقه‌ای قابل تهیه و دسترسی است. پرز این قالی‌ها اکثراً پشمی و پودها پنبه‌ای و جنس تار چله نیز بیشتر پشمی و گاهی پنبه‌ای می‌باشد. صنعت نخ ریسی به صورت دقیق نیز در کنار فرش و برای جوابگویی به تولیدات فرش این منطقه وجود دارد. ابعاد این فرشها اکثراً کناره (فرشهای طویل کم عرض) به طول ۵٫۱ تا ۶ متر و عرض ۵٫۰ تا ۵٫۱ متر بوده و گاهی در ابعاد قالیچه یا ۳×۲ نیز بافته می‌شوند.
این فرشها اغلب سینه باف بوده و نقشه‌های ۳ ترنج- ۵ ترنج، لچک ترنج، گلدانی و افشان، به رنگهای زمینه لاکی، سرمه‌ای، و رنگهای شاد و درخشان در این فرشها متداول است نوع گره بکار رفته نیز اغلب متداول است که توسط قلاب یا دست به همراه چاقوی بافت زده می‌شود.
اما مهاجرین کرد زبان دارای تولیدات متنوع تری هستند. فرش‌های تولید شده توسط آن‌ها ریز بافت تر و دارای طرح‌های گردان و نیمه شکسته می‌باشند.
رج شمار این فرش‌ها بین ۲۵ تا ۶۰ متنوع بوده و گاهی در بین آن‌ها فرش‌های تمام ابریشم با رج شمار ۷۰ نیز مشاهده می‌گردد. ابعاد این فرش‌ها مختلف و بر اساس سفارش بازار متغیر است. نقشه‌های مورد استفاده یا مانند سایر نقشه‌های کردی، افشان، لچک، ترنج، ترنج دار، افشار، نقوش حیواندار، هراتی (ماهی در هم) شکسته و گردان یا مانند نقشه فرشهای ریز بافت مثل تبریز، اصفهان و حتی قالیچه‌های تمام ابریشم و با نقشه شبیه به هم اما بسیار محدود می‌باشد.
جنس مصالح این قالی‌ها در پرز اغلب پشم و گاهی ابریشم، در تار پنبه و ابریشم و در پود پنبه است. نوع گره استفاده شده هم گره متقارن (ترکی) و گاهی نامتقارن (فارسی) است رنگ زمینه این فرشها سرمه‌ای، لاکی، پوست پیازی، کرم، بژ، نارنجی، قهوه‌ای سبز و… می‌باشد.

### گلیم بافی و جاجیم بافی
در شاهین‌دژ گلیم‌های تمام پشمی یا گاهی پشم و پنبه‌ای توسط روستائیان و عشایر اسکان یافته بافته می‌شود. در این منطقه انواع گلیم‌های کردی و افشار و گلیم‌های محلی مخصوص اقوام ترک‌زبان تولید می‌گردد که بیشتر به رنگهای مخلوطی از قرمز، پشم خود رنگ، کرم سیاه و گاهی سبز و آبی می‌باشد. تولید جاجیم نیز مثل اکثر نقاط ایران در این شهرستان متداول است. جاجیم که بافته‌ای ۲ رویه است دارای طرحها و رنگ‌بندی راه راه و هندسی است که توسط ماشین بافندگی دستی و زمینی بافته شده و فاقد پرز می‌باشد. مصارف مختلف جاجیم شامل روانداز، زیرانداز، رختخواب پیچ، روکرسی و غیره است بافت گلیم و جاجیم در منطقه صنعتی خانگی محسوب می‌شود و توسط زنان روستایی صورت می‌گیرد.

### دست بافته‌های پشمی
در این منطقه نیز مثل سایر شهرهای سردسیر استان بافت انواع محصولات پشمی به‌وسیله ۲ تا ۵ میل و به‌دست زنان شهر و روستا رواج دارد. انواع جورابها، دستکش، کلاه، شال گردن، شال کمر، زانو بند، ساق بند و حتی گاهی شلوار و جلیقه پشمی در طرحها و رنگهای زیبا (معمولاً سفید، قهوه‌ای و قرمز) بافته شده و جزو البسه پوشاک سنتی مردم این ناحیه در فصل سرد زمستان است.

### سایر صنایع دستی
در گذشته ساخت وسایل سفالی و سبد و حصیربافی در این منطقه رایج بوده که امروزه تقریباً منسوخ شده است اما صنایع چوبی اخیراً در این شهرستان رایج شده و سهمی از تولیدات صنایع دستی منظم را بخود اختصاص می‌دهد ساخت و طراحی پایه مبل، صندلی، منبت کاری روی دسته مبل و صندلی و گاهی مجسمه‌سازی و نازک کاری چوب نیز در این شهرستان مشاهده می‌شود.

## امکانات ورزشی و تفریحی
با استناد به آمارنامه سازمان مدیریت و برنامه‌ریزی استان در سال ۱۳۷۹ شهرستان شاهین‌دژ دارای امکانات ورزشی زیر می‌باشد:
۱ میدان فوتبال چمن (۵ درصد از میدان‌های فوتبال چمن کل استان)، ۱ میدان فوتبال خاکی (۵۵٫۵ درصد از میدان‌های فوتبال خاکی استان)، ۱ زمین والیبال و بسکتبال سرپوشیده (۵٫۲ درصد از کل زمین‌های والیبال و بسکتبال سرپوشیده استان)، استخر سرپوشیده شنا و فاقد زمین والیبال و بسکتبال روباز و زمین تنیس روباز و سرپوشیده می‌باشد و در مورد سایر رشته‌های ورزشی شامل (بدمینتون، شطرنج، ژیمناستیک، تنیس روی میز و…) دارای ۲ واحد زمین روباز (۳۳٫۸ درصد از کل استان) و ۴ زمین سرپوشیده (۹۳٫۴ درصد از کل استان) است.
در سطح شهرستان شاهین‌دژ ۷ پارک وجود دارد. جمع مساحت پارکهای این شهرستان تا آخر سال ۱۳۸۰، ۶۴۰۰۰ مترمربع می‌باشد که سرانه فضاهای سبز برای شهرستان شاهین‌دژ توسط سازمان ۱۳٫۲ مترمربع ذکر شده است

## کشاورزی
در سال ۱۳۷۵ مساحت اراضی کشاورزی شهرستان شاهیندژ ۹۸۰۱۴ هکتار بوده است. گندم (۴۶۵۰۵ تن)، جو (۲۲۹ تن)، علوفه(۷۵۵۶۲ تن)، و چغندر قند (۱۲۸۲۶ تن) از مهم‌ترین محصولات کشاورزی و زراعی شهرستان محسوب می‌شود. فعالیت دامداری و دامپروری در این شهرستان رونق خاصی داشته به‌طوری‌که ۱۱ درصد از واحدهای دامی استان ۸٫۹ درصد تولید شیر ۸٫۱۰ درصد تولید گوشت قرمز، ۷٫۴ درصد تولید گوشت سفید و ۱٫۷ درصد تولید پشم استان از ناحیه این شهرستان تأمین می‌گردد.

## آثار باستانی
۱- تنها بنای باقی‌مانده از ادوار گذشته پلی به ابعاد ۱۰×۹۰ که از دوران مغول بر روی رودخانه زرینه‌رود در روستای قیزکورپی حدود ۷ کیلومتری جنوب شاهین‌دژ می‌باشد.
۲-حمام قدیمی بهادرالملک شهر محمودآباد که قدمتش به اواخر حکومت زند و اوایل قاجار می‌رسد. این حمام دربافت قدیمی شهر محمودآباد واقع شده است.
۳-حمام قدیمی و چاوکاریز (قنات)، کاخ موسوم به قه لا و دیوار باغ اربابی، قبرستان قدیمی و آسیاب‌های آبی آغچه مسجد که در دوره قاجاریه و زندیه بنا شده‌اند.
۴- دخمه بی‌بی کند (روستای بی بی کند): این دخمه تاریخی که قدمت چندین هزار ساله دارد، در بالای کوهی قرار گرفته است دارای دو اتاق همچنین سوراخهایی می‌باشد که به‌عنوان پنجره از آن استفاده می‌شده است. ستونهای کنده شده از سنگ در قسمت جلوی دخمه می‌باشد که با ظرافت خاصی کنده‌کاری شده و به آن شکل داده شده است.
۵- حمام قپان شاهین‌دژ راسته قپان (خیابان شهید باکری): این حمام قدیمی که قدمتش به دوره قاجاریه برمی‌گردد در خیابان شهید باکری راسته قپان قرار گرفته است دارای یک در کوچک بوده و فقط ستونها و قسمت کوچکی از حمام باقی مانده است. سقف و سایر قسمت‌ها ویران شده است ولی می‌توان با مرمت کامل اثر این حمام قدیمی را احیاء کرد
۶- نقوش صخره‌ای عقربلو در روستای عقربلو در ۸ کیلومتری غرب شاهین‌دژ و در کنار رودخانه دائمی زرینه رود شاهین‌دژ واقع گردیده است. این نقوش تصاویر زیبایی از چند بزکوهی و یک سری علائم دیگر را به تصویر کشیده است.
۷- مجموعه معماری صخره‌ای سماقان: در ۱۵ کیلومتری غرب شاهین‌دژ با ۱۷ اتاق کنده شده در دل کوه سنگی با یک تراس بسیار جالب با دید منظره قابل توجه در بالای کوه در مجاورت روستایی به همین نام قرار دار که از دیگر آثار جالب توجه این منطقه است که متعلق به هزاره اول قبل از میلاد می‌باشد.
۸- غار طبیعی - تاریخی و آب معدنی جوشاطو: در ۲۰ کیلومتری شرق شاهین‌دژ در مجاورت روستای جوشاطوی علیا در یک منطقه زیبا و خوش آب و هوا با مناظر طبیعی قرار دارد.
۹- دیوارهٔ تاریخی جوشاتو: در ۲۰ کیلومتری شرق شاهین‌دژ و در نزدیکیٔ روستای جوشاطوی علیا، در دامنهٔ کوهی مرتفع، دیواره‌ای به صورت دژ دفاعی وجود دارد که متعلق به هزارهٔ اول قبل از میلاد می‌باشد.
۱۰- تپه‌هایی که در زمان مغول برای مقابله با حمله دشمنان احداث گردید. هنوز به عنوان نماد هویت تاریخی این شهر می‌باشند پا برجاست. سه تپه داخل شهر شاهین‌دژ، که هر سه دست‌ساز زمان مغول هستند.

### تپه‌های باستانی
| نام اثر            | موقعیت                                | قدمت                                                   |
| ------------------ | ------------------------------------- | ------------------------------------------------------ |
| تپه قپان           | داخل شهر شاهین‌دژ                      | کالکولتیک، هزاره اول قبل از میلاد - دورهٔ اسلامی        |
| چال تپه شاهین‌دژ    | داخل مقر سپاه پاسداران در شهر شاهین‌دژ | هزاره اول قبل از میلاد                                 |
| تپه پاپیر          | روستای کرکره                          | عصر برنز II - دوره اشکانیان - سدهٔ ۶ تا ۸ ه‍.ق            |
| تپه پاره سفلی      | روستای پاره سفلی                      | دوران پیش از تاریخ ایران باستان                        |
| تپه چراغ           | روستای ساروجه سفلی                    | هزاره اول قبل از میلاد - سدهٔ ۶ تا ۸ ه‍.ق                 |
| تپه چراغ بابا      | روستای چراغ بابا                      | سدهٔ ۳ تا ۱۲ ه‍.ق                                         |
| تپه خاط لر داشی    | روستای هاچه سو                        | دوره اشکانیان - دوره ساسانیان - سدهٔ ۶ تا ۸ ه‍.ق          |
| تپه خلوت           | روستای خلوت                           | هزاره اول قبل از میلاد - دوران‌های تاریخی پس از اسلام   |
| تپه خواجلو         | روستای خواجه‌لو                        | هزاره اول قبل از میلاد - سدهٔ ۶ تا ۸ ه‍.ق                 |
| تپه خولینه         | روستای خولینه                         | دوران پیش از تاریخ ایران باستان                        |
| تپه رضا قشلاقی     | روستای رضاقشلاق                       | سدهٔ ۶ تا ۸ ه‍.ق                                          |
| تپه شیطان تختی     | ۱۵ کیلومتری شمال شهر شاهین‌دژ          | هزاره اول قبل از میلاد                                 |
| تپه طاحن آباد      | روستای احمدآباد                       | عصر برنز                                               |
| تپه طاقه گوز       | روستای منبر                           | عصر برنز- سدهٔ ۶ تا ۸ ه‍.ق                                |
| تپه قره چال        | روستای کل بیوره                       | هزاره اول قبل از میلاد - دوره اشکانیان                 |
| تپه قره مال        | روستای حصار                           | دوره اشکانیان                                          |
| تپه قلات کهن       | روستای زیدکندی                        | هزاره اول قبل از میلاد - دوره اشکانیان - دوره ساسانیان |
| تپه قلاع خنجر      | روستای باغ علیا                       | سدهٔ ۶ تا ۸ ه‍.ق                                          |
| تپه کانی درویش ۱   | روستای آق‌تپه                          | دوره اشکانیان - دوره ساسانیان - سدهٔ ۶ تا ۸ ه‍.ق          |
| تپه کانی درویش ۲   | روستای آق‌تپه                          | دوره اشکانیان - دوره ساسانیان - سدهٔ ۶ تا ۸ ه‍.ق          |
| تپه کربلایی محمد   | روستای هاچه سو                        | هزاره اول قبل از میلاد - سدهٔ ۶ تا ۸ ه‍.ق                 |
| تپه کشاورز ۲       | شهر کشاورز                            | هزاره اول قبل از میلاد - سدهٔ ۶ تا ۸ ه‍.ق                 |
| تپه کشاویر         | شهر کشاورز                            | سدهٔ ۴ ه‍.ق تا دوره صفوی                                  |
| تپه کل بیوره       | روستای ینگجه                          | سدهٔ ۶ تا ۸ ه‍.ق                                          |
| تپه کهنه قلعه      | روستای اینچه افشار                    | دوران مس و سنگ                                         |
| تپه گل چرمو        | روستای گل چرمو                        | عصر مس                                                 |
| تپه محمود آبادسفلی | روستای محمودآباد سفلی                 | عصر برنز                                               |
| قره تپه ۲          | روستای قره تپه                        | عصر برنز                                               |
| قره تپه ۳          | روستای قره تپه                        | عصر برنز قدیم و میانی                                  |

## جاذبه‌های طبیعی
جاذبه‌های طبیعی این شهرستان عبارت‌اند از: رودخانه زرینه‌رود، منطقه شکارممنوع بیان، سد هاچه سو، دره هولاسو، دره قیزکرپی، دره قره قیه (قره قایه)، حمام آب گرم قزلقیه، کوه قلای کچان (جنوب غربی)، کوه قره داش (ضلع شرقی شهر)، دره آغاجاری (جاده تکاب)، دره زینالو، کوه پیر محمد، دره گراو (جاده تکاب)، دشت شاهین‌دژ

### کوه‌ها
این شهرستان در رشته‌کوه زاگرس واقع شده و مهم‌ترین کوه‌های بالای ۲۰۰۰ متر آن عبارتند از:
| نام کوه    | فاصله نسبت به شهر شاهین‌دژ           | ارتفاع   |
| ---------- | ----------------------------------- | -------- |
| اکوز اولان | در ۳۴ کیلومتری شمال شرقی            | ۲۹۱۷ متر |
| اورته داغ  | در ۲۵ کیلومتری جنوب شرقی            | ۲۵۵۰ متر |
| اوزون دره  | در ۲۱ کیلومتری جنوب                 | ۲۶۹۸ متر |
| قره داش    | در ۲۱ کیلومتری شرق                  | ۲۷۶۷ متر |
| تکه قیه سی | در ۲۹ کیلومتری شرق                  | ۲۷۱۰ متر |
| خسروخان    | در ۱۴ کیلومتری جنوب شرق             | ۲۴۲۹ متر |
| سبلاخ      | در ۱۷ کیلومتری شمال شرق             | ۲۴۹۲ متر |
| سفره سلان  | در ۲۱ کیلومتری شرق                  | ۲۷۱۰ متر |
| سویلی      | در ۳۵ کیلومتری شمال شرق             | ۲۶۶۸ متر |
| قازمه      | در ۲۹ کیلومتری شمال شرقی            | ۲۷۷۵ متر |
| محمود خان  | در ۲۷ کیلومتری شمال شرقی            | ۲۶۱۰ متر |
| پیر محمد   | در ۱۹ کیلومتری شمال شرقی            | ۲۷۲۰ متر |
| یای قاری   | در ۳۶ کیلومتری شمال شرقی (بلندترین) | ۲۹۴۱ متر |

## نگارخانه

مرکز شهر
کوه پیر محمد
رودخانه زرینه رود
آبشار قوزلو
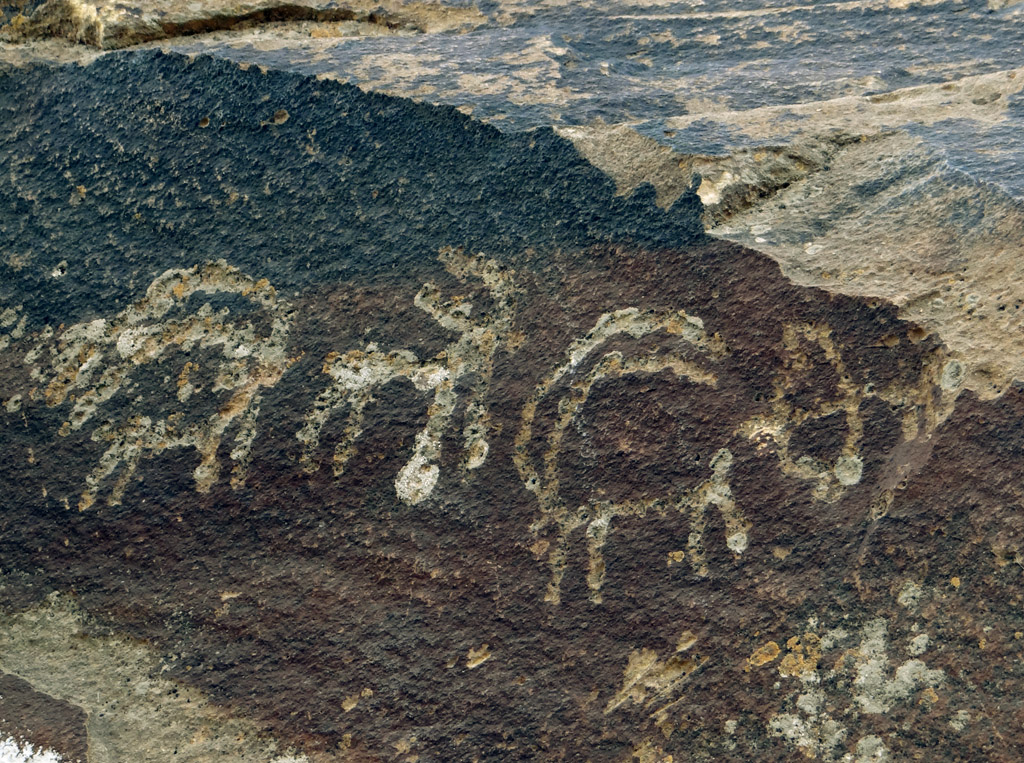
نقوش صخره‌ای عقربلو
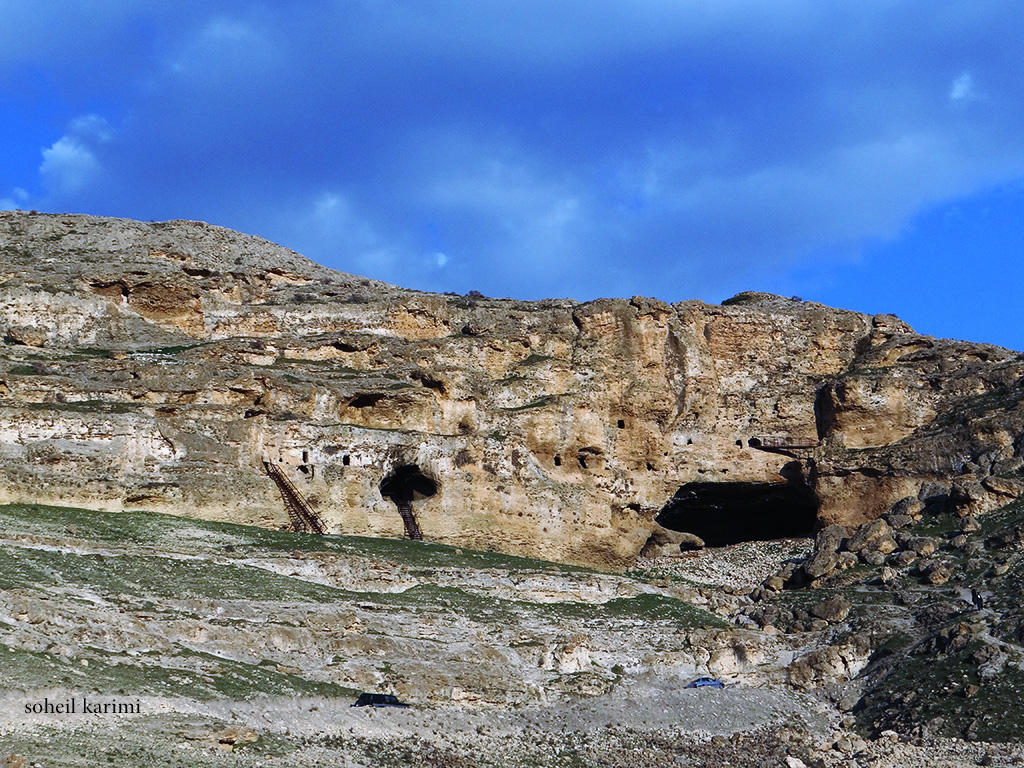
مجموعه صخره‌ای بی‌بی کند